# Yuneec
Yuneec International je čínský výrobce letadel ve vlastnictví Tian Yu a se sídlem v Jinxi, Kunshan, které je městem v Jiangsu. Yuneec prodává své modely letadel ve Spojených státech přes společnost GreenWing International. FIrma Yuneec měla na svědomí i výrobu Yuneec International E430, které bylo prvním komerčně vyráběným elektrickým letadlem, i když to byly pouhé prototypy.

## Historie

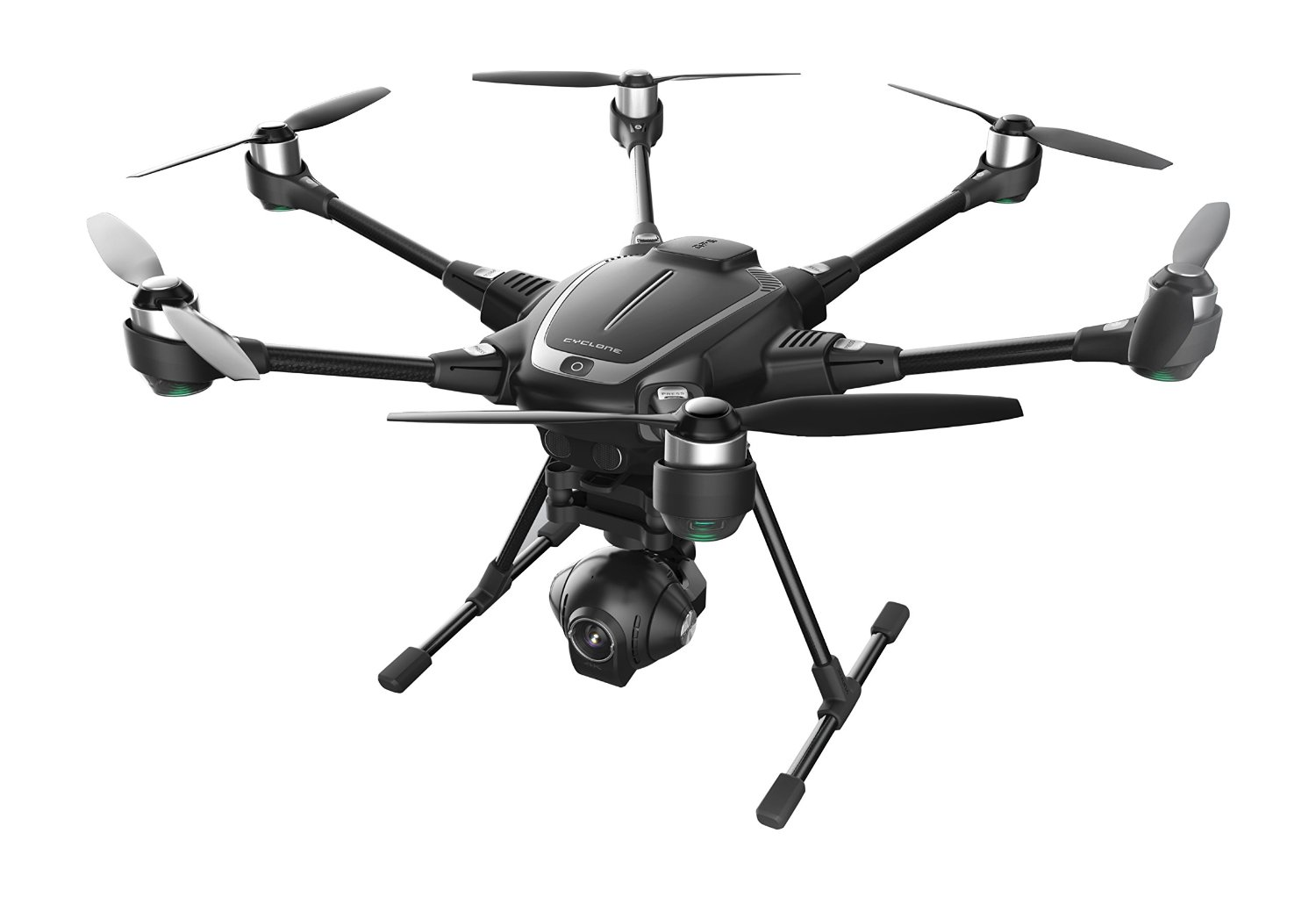
Dron Yuneec Typhoon H

Yuneec byl původně výrobce rádiem řízených modelů letadel. Společnost postavila první úspěšný elektricky poháněný paragliding , který byl vyráběn sériově. Majitel společnosti Tian Yu pak obrátil svou pozornost k elektrickým ultralehkým tříkolkám, Yuneec International ETrike. Odtud navrhl řadu elektrických motorů, sérii Yuneec Power Drive, celokompozitní a motorový kluzák E430 EViva. Spolupráce s Flightstar Sportplanes přinesla společnosti Yuneec International e-Spyder vnější úpravu, spočívající v  použití již existujícího draku letadla s novými elektrickými komponenty.
V červenci 2010, elektrické letadlo Yuneec E430 , vyhrálo "Lindbergh Electric Airplane Prize" na světovém sympoziu elektrických modelů letadel. Yuneec e-Spyder se stal prvním certifikovaným elektrickým letadlem na světě, po udělené certifikaci v únoru 2013.
V srpnu 2015, společnost Intel Corporation investovala $60 milionů do společnosti Yuneec. Intel a Yuneec se dohodly na vzájemné spolupráci ve vývoji budoucích projektů. Tentýž měsíc, Yuneec uvedla na trh drona Breeze, který umí zachytit UltraHD 4K fotografie a videa. Kromě toho Yuneec oznámila spolupráci s maloobchodním řetězcem Best Buy spočívající v prodeji dronu Typhoon a ovladače Typhoon Wizard .
Typhoon G obsahující 3-osý gimbal GB203 určený pro použití s kamerou GoPro byl uveden v září 2015, aby poskytl plynulejší a stálejší záznam. V říjnu 2015, Yuneec vydala Typhoon Wizard, ultra-lehké dálkové ovládání kompatibilní s drony Typhoon, které bylo navržené pro ovládání jednou rukou. Yuneec zahájila v roce 2015 spolupráci s organizací pro ochranu velryb Ocean Alliance, aby vytvořily bezpečnější způsob sběru dat o zdravotním stavu velryb. Místo použití biopsie, Ocean Aliance začala používat drony Yuneec, které mají získat vzorky pomocí Petriho misek.
Jeden z dronů značky Yuneec, Typhoon Q500+, byl v červnu 2016 chycen policií, když s ním jeho majitel lítal v blízkosti Bílého domu. Majitel s dronem havaroval v parku The Ellipse, který je blízko Bílého domu v říjnu 2015.
Yuneec uvedla na trh v květnu 2016 drona Typhoon H vybaveného kamerou s 3D technologií Intel RealSense, která snímá hloubku a pohyb člověka. Virtuální helma SkyView FPV byla uvedena na trh v srpnu 2016. Virtuální helma se připojí ke kameře umístěné na dronu a umožňuje uživateli ho ovládat z pohledu první osoby.

## Modely letadel
| Název modelu                      | První let                   | Počet                   | Typ               |
| --------------------------------- | --------------------------- | ----------------------- | ----------------- |
| Yuneec International EPac         | Electric powered paraglider |                         |                   |
| Yuneec International E430         | 2009                        | Electric aircraft       |                   |
| Yuneec International e-Spyder     | Electric aircraft           |                         |                   |
| Yuneec International ETrike       | Electric aircraft           |                         |                   |
| Yuneec International EViva        | 2012                        | one                     | Electric aircraft |
| Yuneec International Q500 Typhoon | 2015                        | Electric quadrotor UAV  |                   |
| Yuneec International H920         | 2015                        | Electric hexacopter UAV |                   |
| Yuneec International Typhoon H    | 2016                        | Electric hexacopter UAV |                   |
| Yuneec International Breeze       | 2016                        | Electric quadcopter UAV |                   |